# Count Five
Count Five var ett Amerikanskt garagerockband från San Jose, Kalifornien 1964, mest kända är de för sin topp tio-singel "Psychotic Reaction".
Bandet grundades år 1964 av John "Mouse" Michalski (sologitarr) och Kenn Ellner (munspel, sång), två high school-kompisar som tidigare hade spelat i kortlivade band-projekt. Efter att ha gått under namnet The Squires en kort tid, och efter flera banduppsättningsbyten föddes till sist bandet Count Five. I början drog bandet även till sig uppmärksamhet genom att klä sig i svarta Dracula-kåpor på sina spelningar.
The Count Five återförenades bara en gång, när de utförde en konsert den 11 april 1987 på en klubb i Santa Clara, Kalifornien som heter "One Step Beyond". Denna föreställning har släppts som Psychotic Reunion LIVE!.

## Medlemmar
- John "Sean" Byrne – sång, rytmgitarr (död 2008)
- Kenn Ellner – bakgrundsång och sång, tamburin, munspel
- John "Mouse" Michalski – leadgitarr
- Roy Chaney – basgitarr
- Craig "Butch" Atkinson – trummor (död 1998)
- David "Dave" Eugene McDowell – leadgitarr; sista och yngsta medlem (född 1952)

## Diskografi
Studiolbum
- 1966 – Psychotic Reaction

Samlingsalbum
- 1983 – Dynamite Incidents
- 1987 – Psychotic Reaction
- 2014 – Rarities: The Double Shot Years

Livealbum
- 1987 – Psychotic Reunion LIVE!

Singlar
- 1966 – "Psychotic Reaction" / "They're Gonna Get You"
- 1966 – "Peace of Mind" / "The Morning After"
- 1967 – "Teeny Bopper, Teeny Bopper" / "You Must Believe Me"
- 1967 – "Contrast" / "Merry-Go-Round"
- 1968 – "Declaration of Independence" / "Revelation In Slow Motion"
- 1969 – "Mailman" / "Pretty Big Mouth"